# Saison 2 de The Lying Game
Chronologie
Saison 1 de The Lying Game
Cet article présente le guide des épisodes de la deuxième saison de la série télévisée américaine The Lying Game.

## Généralités
Le 24 avril 2012, ABC Family a renouvelé la série pour une deuxième saison diffusée depuis le 8 janvier 2013.
La saison est inédite dans les pays francophones.

## Synopsis
L'histoire raconte une adolescente de 17 ans, Emma Becker, qui a passé sa vie dans des foyers d'accueil à Las Vegas, découvre qu'elle a une sœur jumelle identique Sutton Mercer et qu'elles ont été séparées à la naissance. Sutton Mercer, contrairement à Emma, a grandi dans une famille riche et aimante à Phoenix. Recherchée par la police, Emma quitte le Nevada et décide de rejoindre sa sœur en Arizona. Dès lors, Sutton décide d'aller à Los Angeles pour quelques jours afin de rechercher leur mère biologique et demande à Emma de se faire passer pour elle auprès de sa famille et ses amis. Mais quand Sutton ne revient pas de Los Angeles, Emma doit alors comprendre ce qui lui est arrivé et découvrir qui est leur mère biologique.

## Distribution

### Acteurs principaux
- Alexandra Chando : Emma Becker / Sutton Mercer
- Blair Redford : Ethan Whitehorse
- Allie Gonino : Laurel Mercer
- Alice Greczyn : Madeline "Mads" Margaux Rybak
- Andy Buckley : Ted Mercer
- Helen Slater : Kristin Mercer

### Acteurs récurrents
- Christian Alexander : Thayer Rybak
- Adrian Pasdar : Alec Rybak
- Charisma Carpenter : Rebecca "Annie" Sewell
- Kirsten Prout : Charlotte "Char" Chamberlin
- Tyler Christopher : Dan Whitehorse
- Ben Elliott : Derek Rogers

### Invités
- Stacy Edwards : Annie Hobbs
- Gil Birmingham : Ben Whitehorse
- Sydney Barrosse : Phyllis Chamberlin
- Yara Martinez : Theresa Lopez

## Épisodes

### Épisode 1 : titre français inconnu (The Revengers)
- États-Unis : 8 janvier 2013 sur ABC Family

- États-Unis : 1,552 million de téléspectateurs[3]

- Grave Arevalo (journaliste)
- Bob Hess (avocat d'Alec)
- Pam Dougherty (Juge Martha J. Cotter)
- Edrick Borwne (garde)

Alec n'obtient pas la liberté sous caution. Emma a beaucoup de mal à comprendre pourquoi il semble tout de même assez serein.Rebecca, la mère biologique d'Emma et de Sutton, continue à jouer un double jeu dont elle est la seule en détenir toutes les ficelles. Rebecca fait tout pour empêcher Ted et Kristin de se remettre ensemble.

### Épisode 2 : titre français inconnu (Cheat, Play, Love)
- États-Unis : 15 janvier 2013 sur ABC Family

- États-Unis : 1,217 million de téléspectateurs[4]

Sutton demande à Emma sa bénédiction pour se mettre en couple avec Ethan si l'occasion se présentait. Emma lui dit avec hésitation que c'est normal, car elle s'est rapprochée de Thayer dernièrement. Emma (comme Sutton) suggère que Kristin et Ted aillent rencontrer la conseillère matrimoniale. Tandis que Jordan s'inscrit à l'Arroyo, ce qui rend délicat pour Mads, qui a passé une nuit avec lui au festival. Il rencontre également Laurel et Rebecca suggère qu'il apprenne à la connaître. 
Rebecca prépare à Jordan une fête de bienvenue dans le but d' attirer à Ted. Alec dit à Theresa que Rebecca était probablement l'un derrière l'assassinat. Il souhaite que Mads lui rendre visite en prison, ce qu'elle refuse au vu des avertissements de Thayer, mais accepte finalement d'aller à obtenir des réponses pour Emma, ainsi que pour elle-même. Alec lui dit qu'il a fait visiter l'atelier de carrosserie de la nuit de la mort de Derek, mais est parti avant que le meurtrier se soit présenté. Il insiste également sur le fait qu'il protégeait Sutton et Emma en gardant le secret tout ce temps, et Mads croit en son l'innocence. Lors de leur séance de conseil, Kristin fait faire à Ted la promesse comme quoi il n'a plus de secrets et il le promet, mais ment en ne mentionnant toujours pas son (ses) enfant(s) avec Rebecca.
Dan et Theresa vont en planque après avoir trouvé les empreintes mystérieuses sur le sac de golf d'Alec. Ils remettent en question la femme, qui travaillait au club et qui stipule qu'un homme l'avait appelée pour placer le démonte-pneu dans le sac d'Alec. 
Mads et Thayer se retournent contre l'autre et au cours de leur argumentation, elle révèle que Thayer n'est pas le fils biologique d'Alec, ce qui explique leur tension constante. Après avoir obtenu Emma (comme Sutton) en difficulté pour l'aider à tricher en raison de singeries de Sutton, Ethan tente de se réconcilier avec lui en vain. Emma et Thayer s'embrassent et Ethan abuse de l'alcool à la fête, et se fait déposer à la porte de Sutton dans le milieu de la nuit. 

### Épisode 3 : titre français inconnu (Advantage Sutton)
- États-Unis : 22 janvier 2013 sur ABC Family

- États-Unis : 1,281 million de téléspectateurs[5]

### Épisode 4 : titre français inconnu (A Kiss Before Lying)
- États-Unis : 29 janvier 2013 sur ABC Family

- États-Unis : 1,363 million de téléspectateurs[6]

### Épisode 5 : titre français inconnu (Much Ado About Everything)
- États-Unis : 5 février 2013 sur ABC Family

- États-Unis : 1,245 million de téléspectateurs[7]

### Épisode 6 : titre français inconnu (Catch Her in the Lie)
- États-Unis : 12 février 2013 sur ABC Family

- États-Unis : 1,222 million de téléspectateurs[8]

### Épisode 7 : titre français inconnu (Regrets Only)
- États-Unis : 19 février 2013 sur ABC Family

- États-Unis : 1,304 million de téléspectateurs[9]

Emma et Laurel se rendent dans la chambre de Sutton sans se douter que Sutton se cache dans le dressing et parlent de leurs plans. Sutton confronte ensuite Emma et fait mine de ne rien savoir sur leur mère biologique. Sutton confronte ensuite Rebecca, pour lui demander si elle ne lui cache rien.
Alec confirme à Emma que Ted est leur père biologique mais qu'il n'est au courant de rien sur les jumelles et que personne ne doit être au courant, et lui conseille de rester en dehors de l'enquête du meurtre de Dereck Rogers parce que c'est trop dangereux.
Alec et Ted ont une violente altercation au sujet du baisé entre Kristin et Alec.
Plus tard, Ethan attend Emma dans sa chambre, puis l'embrasse.

### Épisode 8 : titre français inconnu (Bride and Go Seek)
- États-Unis : 26 février 2013 sur ABC Family

- États-Unis : 1,234 million de téléspectateurs[10]

Dan essaye de savoir pourquoi Theresa n'est pas venue au mariage et comprend qu'elle est partie à cause de ce qu'elle sait sur l'enquête.
Sutton avoue à Emma qu'elle travaillait secrètement avec Rebecca et lui confie ses doutes à propos de leur mère biologique.
Laurel a deviné que Ted est le père biologique des jumelles et en fait part à Emma.
Ethan en veut à Emma de ne pas lui avoir dit ses suspicions sur Tedet lui donne jusqu'au lendemain matin pour enquêter avant d'en faire part à Dan. Elle trouve donc un stratagème pour découvrir si son père est impliqué dans la disparition de Theresa. Pendant, ce temps Sutton confronte une nouvelle fois Rebecca.
Jordan avoue à Mads la mission que Rebecca lui a confié et aussi le fait qu'il soit au courant pour Sutton et Emma.

### Épisode 9 : titre français inconnu (The Grave Truth)
- États-Unis : 5 mars 2013 sur ABC Family

- États-Unis : 1,218 million de téléspectateurs[11]

Emma demande des explications à son père et il lui avoue être son père biologique et aussi que Rebecca, est sa mère biologique.
Ted se fait interroger par Dan sur sa présence au cimetière. Sachat que Ethan savait la possible implication de Ted mais qu'il ne lui ai rien dit, il le met à la porte. 
Nouvelle dispute entre Rebecca et Sutton. 
Ethan et Emma flirtent. 
Emma et Sutton avouent à Ted qu'il a eu, en vérité, des jumelles et elles lui font part de leur suspicion à propos de Rebecca.  Ted en veut énormément à Alec.

### Épisode 10 : titre français inconnu (To Lie For)
- États-Unis : 12 mars 2013 sur ABC Family

- États-Unis : 1,105 million de téléspectateurs[12]

Le corps trouvé dans la piscine est bel et bien celui de Theresa.
Dan pose un ultimatum à Ethan : soit il choisit sa famille, soit les jumelles. Ils choisit sa famille. Dan reçoit les premières analyses d'autopsie et se ils rendent sur le lieu du crime et trouve un indice montrant l'implication de Rebecca. Alec téléphone donc à Rebecca pour lui dire de fuir. 
Rebecca contacte les filles via webcam et leur dit qu'elle a été piégé. Jordan la rejoint et le fait chanter pour qu'il vienne avec elle.
Ted et Emma veulent dire la vérité à Kristin.
Rebecca demande à Alec de la rejoindre sur le toit du club pour lui dire qu'elle a deviné qui était le tueur et que lui aussi le sait et qu'il couvre quelqu'un qu'il aime ... Alec passe à travers la verrière de la salle de réception. Thayer et Emma discute dans sa chambre où Thayer a l'air nerveux, suspect ...